# Phragmanthera proteicola
Phragmanthera proteicola là một loài thực vật có hoa trong họ Loranthaceae. Loài này được (Engl.) Polhill & Wiens miêu tả khoa học đầu tiên năm 1992.